# رافائل باغداساریان
رافائل هوهانسی باغداساریان (ارمنی: Ռաֆայել Հովհաննեսի Բաղդասարյան؛  زادهٔ ۲۴ ژانویهٔ ۱۹۳۷ - درگذشته ۲۲ دسامبر ۲۰۱۶) نوازنده کلارینت، رهبر ارکستر و استاد اهل ارمنستان بود.

## زندگی‌نامه
وی در ۲۴ ژانویهٔ ۱۹۳۷ در شهرستان آنی به دنیا آمد و از دانشکده دولتی موسیقی گنیسین فارغ‌التحصیل گشت. وی از ۱۹۹۷ استاد کنسرواتوار دولتی چایکوفسکی مسکو بود. همچنین برندهٔ جوایزی همچون هنرمند شایسته ارمنستان شوروی (۱۹۷۹)، نشان برجسته افتخار، هنرمند مردمی فدراسیون روسیه و هنرمند شایسته فدراسیون روسیه (۲۰۰۳) شده است. وی در ۲۲ دسامبر ۲۰۱۶ در سن ۷۹ سالگی در مسکو درگذشت و در گورستان ویدنسکیه به خاک سپرده شد.